# Ахмед аль-Бахрі
Ахмед аль-Бахрі (араб. أحمد البحري; нар. 18 вересня 1980) — саудівський футболіст, що грав на позиції захисника.
Виступав, зокрема, за клуб «Аль-Іттіфак», а також національну збірну Саудівської Аравії.

## Клубна кар'єра
У дорослому футболі дебютував 1998 року виступами за команду клубу «Аль-Іттіфак», в якій провів сім сезонів.
Згодом з 2005 по 2012 рік грав у складі команд клубів «Аш-Шабаб», «Аль-Іттіфак», «Ан-Наср» (Ер-Ріяд), «Аль-Іттіфак» та «Аль-Фейсалі».
Завершив професійну ігрову кар'єру у клубі «Аль-Іттіфак», у складі якого вже виступав раніше. Прийшов до команди 2012 року, захищав її кольори до припинення виступів на професійному рівні у 2013 році.

## Виступи за збірну
У 2002 році дебютував в офіційних матчах у складі національної збірної Саудівської Аравії. Протягом кар'єри у національній команді, яка тривала 8 років, провів у формі головної команди країни 40 матчів.
У складі збірної був учасником чемпіонату світу 2006 року у Німеччині, кубка Азії з футболу 2007 року у чотирьох країнах відразу, де разом з командою здобув «срібло».

## Титули і досягнення
- Переможець Ісламських ігор солідарності: 2005
- Срібний призер Кубка Азії: 2007